# Раздел королевства Саксония

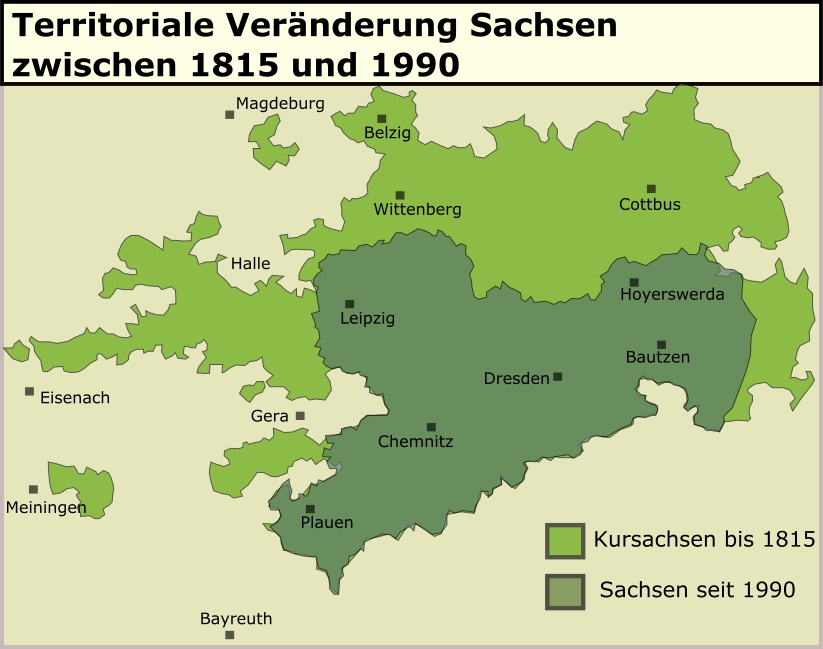
Королевство Саксония до и после раздела.

Раздел королевства Саксония (нем. Teilung des Königreiches Sachsen) — одно из решений Венского конгресса 1814/1815 годов. В качестве наказания за сохранения союза с Францией в ходе освободительной войны в Германии часть территории королевства Саксония была передана Пруссии.

## Саксония перед Венским конгрессом

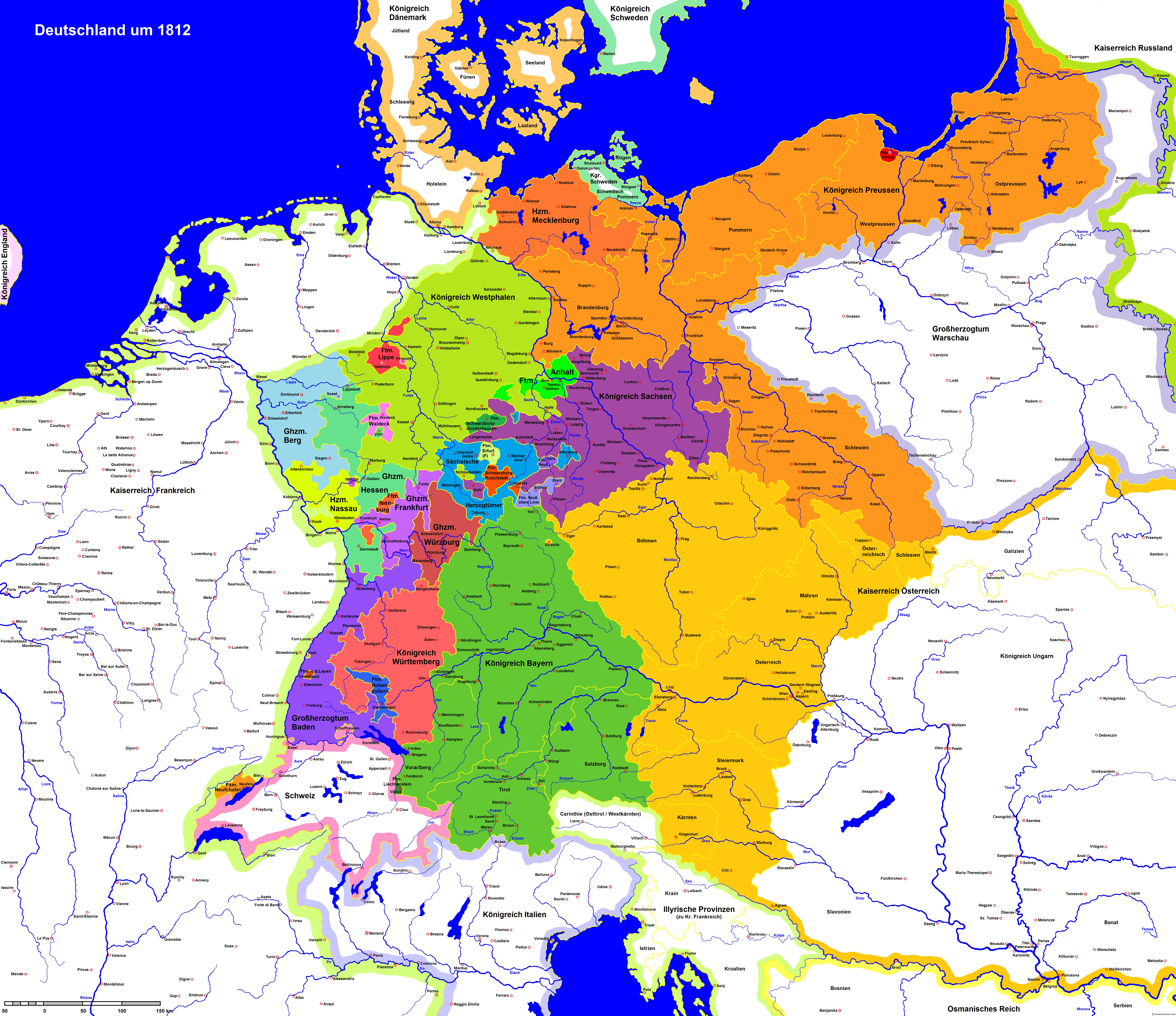
Германия в 1812 году.

По окончившему Семилетнюю войну Губертусбургскому миру 1763 г. пережившая прусскую оккупацию Саксонское курфюршество сохранило всю свою территорию. Тем не менее король Фридрих II считал желательной аннексию Саксонии, и эта идея продолжала существовать в верхах прусской власти (само завещание короля было обнародовано лишь в 1890 году рейхсканцлером Отто фон Бисмарком).
Французские революционные и Наполеоновские войны, привёдшие к французской оккупации Германии изменили баланс сил. Познанский договор 11 декабря 1806 г. подтвердил переход в войне четвёртой коалиции курфюрста Фридриха Августа III на сторону Франции, сочетавшийся с приобретением им королевского титула и перспективой получить находившийся внутри саксонской Нижней Лужицы прусский эксклавный округ Котбус Для этого курфюршеству пришлось уступить эквивалентную по населению территорию между Эйхсфельд и полученным в ходе германской медиатизации городом Эрфурт для будущего французского княжества Эрфурт. Хотя эта часть договора вступила в силу сразу после ратификации 12 декабря, округ вошёл в состав Саксонии только в 1807 г. по Тильзитскому миру.
На основании этого договора королевство Саксония уступило королевству Вестфалия:
- амт Гоммерн Курфюрстского округа,
- графство Барби,
- несколько амтов своей части графства Мансфельд,
- свою долю ганнербного владения Треффурт и фогтство Дорла.

Это было согласовано в договоре от 22 июля 1807 года, но реализовано между 9 и 19 марта следующего года. Остальные амты Артерн, Фогтштедт и Борнштедт из саксонской части графства Мансфельд недалеко от Саксонии были переданы амту в Зангерхаузене.
Освободительная война в Германии в конце февраля 1813 года началась с союза Пруссии и России. Ни в соответствующем договоре, ни в двух секретных статьях Калишского договора не было упоминания о включении Саксонии в состав Пруссии, лишь гарантия коридора для связи Пруссии с завоёванной ей ещё в XVIII веке Силезией и увеличение её территории за счёт государств на севере Германии. Однако в ходе предшествовавших переговоров, Пруссии была предложена Саксония в обмен на территориальные приобретения России в Варшавском герцогстве, правителем которого в личной унии был Фридрих Август. В письме от 21 февраля 1813 года государственный канцлер Карл Август фон Гарденберг писал прусскому посланнику при русском дворе Карлу Карлу Фридриху Кнезебеку: Саксония, несомненно, была бы очень важным и выгодным приобретением для Пруссии. Нельзя сбрасывать со счетов эту идею, которая может быть реализована через перипетии войны.
В марте 1813 года прусский генерал Гебхард Блюхер занял округ Котбус. 19 марта завершился прусско-российский конвент в Бреслау, где рассматривалась возможность свержения саксонского короля, не отреагировавшего на ультиматум перейти в лагерь коалиции. По мнению историка Винфрида Мюллера, отказ Пруссии от польских земель в пользу России и получение компенсации с Саксонией мог бы иметь успех, если бы саксонский король был дискредитирован в качестве твёрдого союзника Франции. Фридрих Август был взят в плен русскими после сражения при Лейпциге и отвезён в Берлин.
Королевство Саксония рассматривалось как побежденная страна и было оккупировано русскими войсками. Созданное союзными державами «Генеральное правительство Высших союзных держав» руководилось русским князем Николая Репнина-Волконского, подотчётным прусскому министру Генриху Штейну. Первоначально резиденцией был Лейпциг, а после вывода последних французских войск 9 декабря 1813 г. — Дрезден.

## Расстановка сил перед Венским конгрессом
В Калишском договоре в феврале 1813 г. Россия и Пруссия договорились, что в случае победы над Францией Пруссия будет восстановлена в прежних границах за исключением земель, отошедших к Варшавскому герцогству. Та же, в свою очередь, пообещала, что император России Александр I получит большую часть великого герцогства Варшавского - Александр хотел создания формально независимого и связанного личной унией с Россией Царства Польского. Поскольку тогда Пруссия потеряла-бы полученные от 2-го и 3-го разделов Польши территории, имело смысл компенсировать эти потери за счёт Саксонии. О намерении присоединить Варшавское герцогство к России Александр I объявил после заключения Парижского мира, аргументируя это её завоевание исключительно силами России до заключения союза с другими государствами (хотя это было и не так, и в завоевании польской территории помощь оказывала Австрия)
Пруссия объясняла свой план присоединения Саксонии правом завоевания. Александр был не против присоединения к Пруссии территории Саксонии до Эльстертребница, в то время как оставшаяся часть отходила-бы эрнестинским герцогствам Веймар и Кобург.
В январе 1814 г. Меттерних фактически рассматривал возможность аннексии Саксонии Пруссией, чтобы ослабить тесные связи Пруссии с Россией, изолировав последнюю и лишив возможности расширить её власть в Центральной Европе.
План аннексии Пруссии был поддержан и Николаем Репниным-Волконским, который в ходе Венского конгресса 8 ноября 1814 г. передал управление генерал-губернаторством прусским чиновникам Эберхарду фон дер Рекке и Фридриху Вильгельму Леопольду фон Гауди. Несмотря на сохранение формальной независимости, они вместе со Штейном рассматривали этот период как переходный, ожидая присоединение Саксонии к их родине.
Саксонское правительство в своё оправдание указывало, что страна в рамках Рейнского союза лишь поставляла войска Франции, но не развязывало войн.
С началом собравшегося в сентябре 1814 года Венского конгресса саксонский вопрос изначально казался лишь формальностью, 11 октября 1814 г. представитель Великобритании Роберт Стюарт Каслри одобрил аннексию в противовес усилению России и Франции, взамен предложив Гарденбергу не рассматривать Саксонию как компенсацию за польские земли и не поддерживать аннексию кем-либо Варшавского герцогства. Пруссия рассчитывала на согласие Австрии, которое не подтвердилось в начале конгресса. После многодневных консультация с императором в записке Гарденбергу от 22 октября Меттерних выразил сожаление относительно полной аннексии Саксонии и вскользь сформулировал вопрос: следует-ли сохранять ядро королевства Саксония, чтобы не выдавать компенсации Фридриху Августу? Прочитавший это Гарденберг полагал, что получил окончательное одобрение Австрии
В октябре 1814 г. второй делегат от Австрии на конгрессе Иоганн фон Вессенберг-Ампринген написал внутренний меморандум, в котором собрал аргументы с австрийской позиции против полной аннексии Саксонии и впервые выдвинул идею разделения страны. По этому плану к Пруссии отходили Нижняя Лужица, Курфюрстский (Виттенбергский) и Тюрингский округи, амты Гоммерн, Барби, Кверфурт, Йютербог, Эккартсберга, Фрейбург, Зангерхаузен, Вайсензе, Лангензальца и Заксенбург, а также саксонская доля в графстве Мансфельд с общим населением в 432,4 тыс. человек и размером в 20 %: от территории королевства; при этом следовало предотвратить создание новой прямой границы между Австрией и Пруссией. Меттерних в конечном итоге поддержал эту идею.

## Первое предложение о разделе
Спор по саксонскому вопросу, который не мог обсуждаться отдельно от польского, обострился в ноябре и декабре 1814 г. 10 декабря Меттерних вручил ноту, в которой отвергалась полная аннексия Саксонии и предлагался её раздел на основе меморандума Вессенберга на основе границ амтов королевства. Меттерних придерживался концепции «буферного государства» и не хотел свергать родственного Габсбургскому дому монарха (бабушки Фридриха Августа Мария Йозефа и Мария Амалия были дочерьми Иосифа I). Австрийский император Франц I на фоне помилования лидеров других государств Рейнского союза выступал против свержения представителя одной из старейших династий, Фридрих Август мог добровольно отказаться лишь от части своего государства
19 декабря представлявший первоначально не допущенную к переговорам Францию Шарль Морис Талейран вручил Меттерниху письмо, в котором поддержал его предложение о разделе и заявил, что «сила агрессии» (то есть агрессивная держава. Дипломатически говоря — Пруссия) не даст достичь постоянного мира на границе с Богемией.
Каслри согласился на раздел и предложил себя в качестве посредника: 19 и 20 декабря он посетил коллег от Пруссии и России Гарденбергера и Адама Чарторыйского. Однако Пруссия настаивала на полной аннексии Саксонии, и компенсации саксонскому королю в Вестфалии или на левом берегу Рейна из территории упразднённых церковных княжеств. Готовый пойти на дальнейшие уступки (значительные дополнительные части северной Саксонии, включая крепости Виттенберг и Торгау, а также Верхнюю и Нижнюю Лужицы) Каслри прибегнул к уловке: поскольку Пруссия всегда говорила о достаточной компенсации за уступаемые ею территории, он предложил по саксонскому вопросу создать техническую комиссию из представителей Австрии, Пруссии, Франции, России и Великобритании, которая должна была определить компенсацию в первую очередь за счёт размера населения. Созданная в четыре дня, она собралась на первое заседание в канун Рождества 1814 г. Работой этой комиссии руководил директор Королевского прусского статистического бюро Иоганн Готфрид Гофман.
27 декабря русский посланник Андрей Разумовский попросил о совместной встрече представителей России, Пруссии, Австрии и Великобритании для окончательного решения саксонского вопроса, но это не дало никакого результата. В результате на совещании 31 декабря Гарденберг пригрозил, что несогласие на аннексию будет рассматриваться как объявление войны Пруссии (и России). 3 января 1815 г. Австрия, Франция и Великобритания в рамках секретного договора о совместных действиях и взаимопомощи заключили направленный против Пруссии и России военный альянс с выставлением 150-тыс. армии (Великобритания могла заменить рекрутов финансовыми субсидиями), что должно было вынудить Пруссию уступить.

## Второе предложение о разделе
Пруссия продолжала отказывать в дальнейших переговорах саксонскому королю, который, по мнению Гарденберга, должен был примириться с рейнскими территориями. Меттерних последовал примеру Каслри и 12 января 1815 года сделал «контрпредложение» — частично она была менее ориентировано на административные границы, но ориентировалось на реки Эльба, Шварце-Эльстер и Зале.
Линия границы начиналась по рекам Витка и Нейсе (которая оставила бы Гёрлиц, за исключением его восточных пригородов, на саксонской стороне), затем к югу от отходившего Пруссии Ротенбурга, через Кёнигсварту и Виттихенау до Пульсница, и по Пульсницу и Шварцер-Эльстеру до границ 1-го предложения о разделе (тем самым Ортранд и Торгау остались бы саксонскими). К северу от Лейпцига граница искусственно проведена к югу от становившихся прусскими Айленбурга, Делича и Ландсберга. К западу от Лейпцига река Заале должна была образовать границу, так что Мерзебург перешел к Пруссии, а Наумбург, Вайсенфельс и Цайц остались бы саксонскими. По этому предложению Пруссии также предлагались половина Верхней Лужицы, большая часть Лейпцигского округа и графство Хеннеберг, новыми поданными становились 782 249 из 2 млн саксонцев.
Меттерних не поддержал новую границу, но хотел удержать Пруссию подальше от Австрии путем разделения Верхней Лужицы. Австрийские военные также настаивали на сохранении за Саксонией её крупных городов (Дрезден, Баутцен, Циттау и Лейпциг).
Подталкиваемая внезапно созданным контрсоюзом против полной аннексии, Пруссия вступила в переговоры о разделе: 13 января 1815 года Гарденберг заявил, что его страна может согласиться на существовании Саксонии в значительно меньших границах. Однако 19 января техническая комиссия опубликовала данные о численности населения: она пришла к выводу, что, согласно встречному предложению Меттерниха, которое затронуло не только Саксонию, под власть Пруссии могли попасть не 780 тыс. саксонцев, а 723 311. В целом это встречное предложение, включая территории в северной и западной Германии, привело к дефициту жителей на 264 311 человек для Пруссии, из-за чего возникла необходимость в дальнейших уступках территорий, не только в Саксонии.
В записках Гарденберга, приложенных к актам съезда 8 февраля 1815 г., он критиковал своё правительство за то, что из 28 крупнейших городов Саксонии к Пруссии должны были перейти лишь восемь (Зуль, Лаубан, Виттенберг, Айслебен, Мерзебург, Губен и Нойгерсдорф, причем последний населённый пункт был назван им ошибочно). Сам министр выступал с идеей получить также Лейпциг или Дрезден.

## Третье предложение о разделе
Каслри гарантировал, что Австрия согласится с передачей крепостей Торгау и Эрфурт в пользу Пруссии, если Лейпциг останется в составе Саксонии. Однако Гарденберг при поддержке своего короля настаивал на том, чтобы Пруссии перешли этот город и вся Верхняя Лужица. Каслри согласился на это, но не Меттерних. Александр I желавший завершения переговоров о разделе Саксонии, в конце концов предложил аналогично Краковской республике сделать Торуньскую крепость «нейтральной территорией», но в итоге отказался от этого и предложил оставить город Пруссии. По военно-стратегическим соображениям Пруссия выбрала крепость на Висле с населением в 20 тыс. (включая окрестности) против 30-тысячного Лейпцига, необходимая компенсация была проведена на севере и западе Саксонии.
8 февраля 1815 года пять крупнейших держав согласовали предложение о разделе, которое предусматривало дальнейшее сокращение Саксонии. По сравнению с предыдущим предложением о разделе от 12 января 1815 года, оно теперь предусматривало передачу дополнительных территорий с общим населением 131 469 человек.
В дополнение ко 2-му предложению о разделе Пруссия получила территорию вокруг Герлица, но не южную Верхнюю Лужицу. Кроме того, более её отходили крупные доли амтов в Гроссенхайне, Торгау и Деличе, почти весь амт в Вайсенфельсе, амты в Мерзебурге, Цайце и Мюльберге. Хотя второе предложение о разделе предусматривало проведение границы по рекам Эльстер, Эльба и Заале, теперь граница была отодвинута в центральную часть Саксонии с переходом под власть северного королевства городов Гёрлиц, Эльстерверда, Мюльберг, Торгау, Эйленбург, Делич, Вайсенфельс, Наумбург, Мерзебург и Цейтц. Пруссия добилась прироста площади и населения прежде всего в районе Заале с монастырями Наумбург и Мерзебург, а также на Мульде и в Верхней Лужице. На всей уступаемой Саксоний территории 855 305 человек.
Новая граница была подробно описана во 2-й статьей заключенного договора Этот текст был окончательно принят в качестве статьи 15 в заключительном акте Венского конгресса от 9 июня 1815 года.

## Последствия

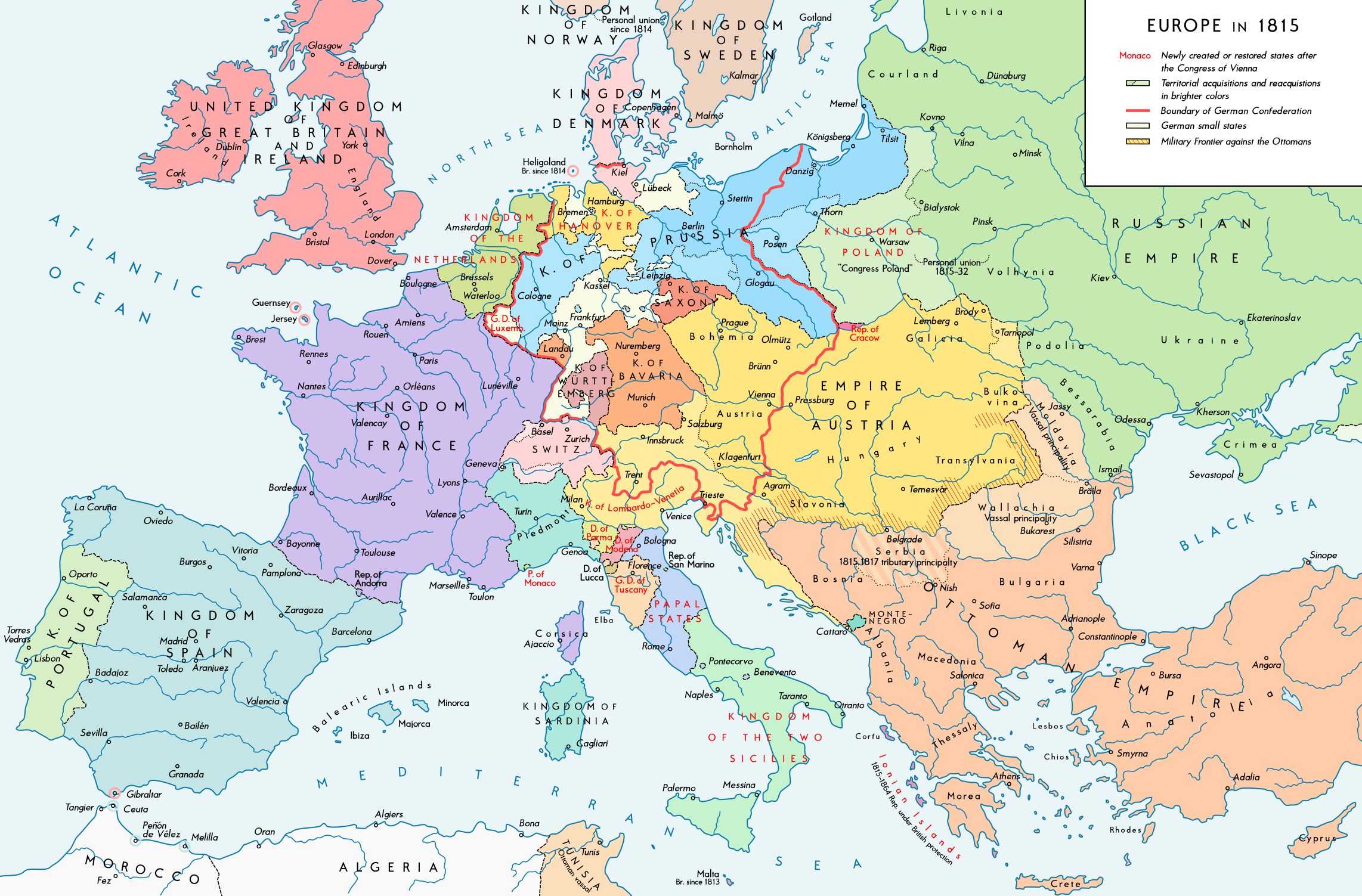
Границы после Венского конгресса.

В историографии раздел Саксонского королевства часто сводится к вопросу демаркации границ и увеличению населения и территории Пруссии. Предлагаемый договор регулировал, хотя бы приблизительно, и многие другие вещи, такие как правила перевозки товаров по водным путям и т. д..
Однако, поскольку деятельность технической комиссии была направлена исключительно на вопрос о численности будущих поданных Пруссии, а Австрия преследовала идею «буферного государства», за Саксонией сохранилась экономически сильная область (в частности, Рудные горы и её плодородные предгорья, а также ведущие экономические центры Дрезден и Лейпциг).
Всё это может быть объяснено тем, что представитель Великобритании Роберт Каслри не имел познаний о регионе, в своей оценке полагаясь на работу комиссии и ход переговоров по возможной передаче территорий в Вестфалии и на Рейне. Также он по просьбе и под давлением Меттерниха не учёл актуальный на момент конгресса экономический потенциал сохранившегося ядра Саксонии, из-за чего к Пруссии отошли по большей части неэффективно используемые, преимущественно сельскохозяйственные, лесные и иные территории. Только уступка территорий вокруг Мерзебурга и Цайца, а также в Тюрингии (большая часть которых впоследствии была передана от Пруссии герцогству Саксен-Веймар-Эйзенах) представляла собой реальный урон. Также Саксония лишилась важного для населения и промышленности ресурса — соли. В подписанном между Пруссией и Саксонией и посвящённом вопросам раздела регламенте 1819 года этот вопрос обсуждался в отдельной статье. Ничего не известно о пунктах договора, позволявших Пруссии вмешиваться в экономику сохранившегося южного соседа (вроде прав на добычу полезных ископаемых).

## Фон
Эти переговоры не остались незамеченными для присутствовавших в Вене правителей средних и мелких немецких государств и вызвали значительные волнения: уже в октябре 1814 года Бавария и Ганновер выступили против полной аннексии Саксонии Пруссией. Видевший Францию исключенной из круга великих держав Талейран признавал, что «саксонский вопрос» пригоден для оказания давления с её стороны. Его бескомпромиссная позиция против «всеобщей аннексии» Саксонии обеспечила ему поддержку немецких государств, что, в свою очередь, привело к демонстративной передаче управления оккупированного генерал-губернаторства Саксония Рекке и Гауди 8 ноября 1814 года. Три дня спустя Меттерних заверил ганноверского представителя Эрнста Мюнстера, что не уступит по саксонскому вопросу. В своем ближайшем окружении император Франц выступал против аннексии и предложенной Пруссией Фридриху Августу компенсации территорией вокруг Мюнстера или на левом берегу Рейна с населением в 350 тыс. человек. В конечном итоге Каслри заявил, что саксонский король должен сохранить свою столицу Дрезден и, по крайней мере, территорию с населением не менее 500 тыс.
Растущая, в том числе общественная, симпатия к Саксонии и её королю, а также серьёзные неудачи прусской дипломатии в конечном итоге заставили Меттерниха корректировать свою ноту от 10 декабря 1814 года и 2-е предложение о разделе. Меттерних мог быть уверен в поддержке германских правителей благодаря антипрусской агитация Австрии и возникшего в результате этого образа его страны как защитницы малых и средних немецких государств «против жаждущих власти и земли пруссаков». Однако это ввергло Венский конгресс в глубочайший дипломатический кризис за всю его историю: царь Александр, получив личный удар, сначала вызвал Меттерниха на дуэль.
Однако преодоление этой эскалации произошло благодаря уступчивости Александра I, «интерес которого в саксонском вопросе не превышал его стремления к миру». Фридрих Август заявил, что эти условия все ещё подлежат обсуждению. Но трудность уже достигнутого компромисса, а также начавшиеся 1 марта Сто дней Наполеона во Франции уже не давали представлявшему его графу Э́йнзиделю фон Шуленбургу возможности продлить переговоры и достичь лучших условий.

## Договор о мире и дружбе
Представители Саксонии были отстранены от участия в переговорах в Вене. Границы раздела Саксонии в значительной степени не учитывали региональные и исторические связи, и были составлены на устаревшем картографическом материале. Саксонский король Фридрих Август, все ещё находившийся в прусском плену, отправил Фридриха Альбрехта фон Шуленбурга в Вену в качестве своего представителя, но ему было разрешено вести дискуссии только как «частному лицу».
После того, как план раздела был тщательно согласован 8 февраля 1815 года, Фридрих Август был освобожден из Фридрихсфельде и в том же месяце отправился в Прессбург по приглашению австрийского императора Франца I. По прибытии он был в ужасе от предлагаемых условий, изначально он не хотел принимать требование об уступке территорий и, по крайней мере, хотел сформулировать первоначальные условия для организации дальнейших переговоров. Крупные державы отвергли оба варианта. Когда ему разъяснили, что при отказе он лишится всего королевства (чего не было-бы, но не знавший подробностей саксонский монарх хорошо помнил медиатизацию 1803 года), он одобрил начало 3 мая мирных переговоров между Саксонией, Пруссией, Австрией и Россией, в результате которых он мог лишь согласиться на раздел и подготовленный договор. Согласно принципу легитимности, внешнему миру должно было казаться, что Фридрих Август принимает эти решения как суверен.
18 мая 1815 года «Договор о мире и дружбе» был подписан с прусской стороной Гарденбергом и Вильгельмом Гумбольдтом, а с саксонской стороны — Шуленбергом и Гансом Августом Фюрхтеготом фон Глобигом. По условиям договора прусский король получал титулы «герцог Саксонии», «ландграф Тюрингии», «маркграф двух Лужиц» и «граф Хеннеберг», в то время как саксонскому правителю оставался титул «маркграф Верхней Лужицы».
После принудительной ратификации саксонским королем договор вступил в силу 21 мая 1815 года. В объявлении Пруссии от 28 мая сообщалось, что к 6 июня администрация будет перенесена в Мерзебург, где было создано генерал-губернаторство герцогства Саксонского. В 1815 году из западной части новых саксонских земель была создана провинция Саксония, северные отошли провинции Бранденбург, восточные — Силезия. Территория вокруг Зуля первоначально называлась «провинцией Хеннеберг».

## Последующие передачи утраченной саксонской территории
Сразу после раздела Саксонии Пруссия передала часть полученных земель союзному великому герцогству Саксен-Веймар-Эйзенах. Ещё в 1 июня 1815 года его правитель Карл Август получил почти весь амт Таутенбург и нескольких эксклавов в районе своего государства (ранее принадлежали амту Вайсензев в районе Тюрингии). 22 сентября назначенная область была расширена 2/3 бывшего саксонского округа Нойште́дтер в том числе с городами Нойштадт-на-Орле, Триптис, Аума, Вайда и Берга, а также амтами Наумбург, Порта, Эккартсберга, Вендельштайн и Вайсензе. Также по решению Венского конгресса к великому герцогству перешли округа Гайза и Дермбах департамента Фульды великого герцогства Франкфурт.
Княжество Шварцбург-Зондерсгаузен, пребывавшее под саксонским сюзеренитетом, в своих владениях имело саксонский эксклав в виде амта Эбелебен. По итогу раздела он перешёл к Пруссия, а от неё 15 июня 1816 года — княжеству, но без муниципалитета Ботенхайлинген. В качестве компенсации были переданы саксонские эксклавы — деревни Бенделебен и Гроссфурра амта Вайсензе.

## Дальнейшая история

### После объединения Германии

Федеральная земля Саксония.

Районы ГДР Хойерсверда, Вайсвассер, Делич, Эйленбург и Торгау, а также десять муниципалитетов в районе Лейпцига (то есть прежний одноимённый район) стали частью нынешнего свободного государства Саксония в 1990 году после опросов граждан и последующих решений окружных советов. Хотя в опросах граждан в округах Бад-Либенверда, Зенфтенберг и Альтенбург большинство хотели присоединения к Саксонии, окружные советы приняли решение присоединиться к Бранденбургу или вновь созданному свободному государству Тюрингия.
Крайне упорный спор по поводу перехода городов Пауза-Мюльтроф, Мюльтрофа и Эльстерберга и прилегающих к ним территорий из Тюрингии в Саксонию. Ещё в начале 1990 года эти города и общины, которые в 1952 году были произвольно отнесены к району Цойленрода, который потом вошёл в состав свободному государству Тюрингия, боролись за возвращение в Саксонию. Только на основании государственного договора от 11 февраля 1992 года, имеющего обратную силу с 1 января 1992 года, города Пауза, Мюльтроф и Эльстерберг, а также общины Гёршниц, Лангенбах, Тирбах, Эберсгрюн, Ранспах и Унтеррайхенау были переданы от Тюрингии к Саксонии.
Федеральная земля Бранденбург, в свою очередь, воспрепятствовала возвращению Саксонии в 1994 году по крайней мере территорий вокруг Ортранда (включая сам город), хотя район Зенфтенберг, за исключением незначительной северо-восточной части, принадлежавшей Коттбусскому округу Пруссии почти исключительно был бывшей саксонской территорией.
По чисто политическим причинам в ходе районной реформы 1994 года в Саксонии был создан район «Нижнесилезская Верхняя Лужица», который в 2008 году был объединен с районом Лёбау-Циттау и городом Гёрлиц в район Гёрлиц в составе дирекционного округа Дрезден: чисто исторически он (включая город Гёрлиц, который он окружал) включал в себя исключительно отобранные у Саксонии земли, за исключением муниципалитета Пехерн и Нойдорф. Пространственное отнесение этой территории к Нижней Силезии исторически неверно, поскольку провинциальное отнесение этой территории от Пруссии к Силезии в 1815 году было чисто административным актом, и Пруссия исторически никогда не рассматривала эту территорию как часть Силезии, а всегда как часть В результате разделения 1815 года было вновь образовано «Герцогство Саксония» (то есть разделенные территории Саксонии).
Однако проблема демаркации границы в районе газового комбината «Шварце-Пумпе» не была решена: нынешняя граница между Бранденбургом и Саксонией проходит по середине территории, из-за чего требуется двойная заявка и одобрение обеих федеральных земель. Только проходившая через поселок Шпреталь граница в 1999 году после опроса местного населения и через взаимный обмен территории была сдвинута на север.